# Episodi di The Middle (prima stagione)
La prima stagione della serie televisiva The Middle è stata trasmessa negli Stati Uniti dal network ABC dal 30 settembre 2009 al 19 maggio 2010.
In Italia, la serie è andata in onda dal 17 gennaio 2010 su Joi. In chiaro, la prima stagione è stata trasmessa da Italia 2 dal 5 luglio al 20 settembre 2011 e da Italia 1 dal 16 gennaio 2012.
| nº | Titolo originale         | Titolo italiano             | Prima TV USA      | Prima TV Italia   |
| -- | ------------------------ | --------------------------- | ----------------- | ----------------- |
| 1  | Pilot                    | Una super mamma             | 30 settembre 2009 | 17 gennaio 2010   |
| 2  | The Cheerleader          | Tutto è possibile           | 7 ottobre 2009    | 17 gennaio 2010   |
| 3  | The Floating Anniversary | 15 minuti                   | 14 ottobre 2009   | 24 gennaio 2010   |
| 4  | The Trip                 | La gita                     | 21 ottobre 2009   | 24 gennaio 2010   |
| 5  | The Block Party          | La maglia della mamma       | 28 ottobre 2009   | 31 gennaio 2010   |
| 6  | The Front Door           | La porta di casa            | 4 novembre 2009   | 31 gennaio 2010   |
| 7  | The Scratch              | Il graffio                  | 18 novembre 2009  | 7 febbraio 2010   |
| 8  | Thanksgiving             | La festa del Ringraziamento | 25 novembre 2009  | 7 febbraio 2010   |
| 9  | Siblings                 | Fratelli                    | 2 dicembre 2009   | 14 febbraio 2010  |
| 10 | Christmas                | Un Natale estenuante        | 9 dicembre 2009   | 14 febbraio 2010  |
| 11 | The Jeans                | I ragazzi "cool"            | 6 gennaio 2010    | 21 febbraio 2010  |
| 12 | The Neighbor             | I vicini di casa            | 6 gennaio 2010    | 21 febbraio 2010  |
| 13 | The Interview            | Il discorso di Brick        | 13 gennaio 2010   | 19 settembre 2010 |
| 14 | The Yelling              | Non urlare mamma!           | 3 febbraio 2010   | 26 settembre 2010 |
| 15 | Valentine's Day          | Una serata romantica        | 10 febbraio 2010  | 3 ottobre 2010    |
| 16 | The Bee                  | La gara di spelling         | 3 marzo 2010      | 10 ottobre 2010   |
| 17 | The Break-Up             | La prima cotta              | 10 marzo 2010     | 17 ottobre 2010   |
| 18 | The Fun House            | La casa "cool"              | 24 marzo 2010     | 24 ottobre 2010   |
| 19 | The Final Four           | Le semifinali               | 31 marzo 2010     | 31 ottobre 2010   |
| 20 | TV or Not TV             | Tv o non tv                 | 14 aprile 2010    | 7 novembre 2010   |
| 21 | Worry Duty               | Che ansia!                  | 28 aprile 2010    | 14 novembre 2010  |
| 22 | Mother's Day             | La festa della mamma        | 5 maggio 2010     | 21 novembre 2010  |
| 23 | Signals                  | Padre Tim Tom               | 12 maggio 2010    | 28 novembre 2010  |
| 24 | Average Rules            | Un giorno da leoni          | 19 maggio 2010    | 5 dicembre 2010   |

## Una super mamma
- Titolo originale: Pilot
- Diretto da: Julie Anne Robinson
- Scritto da: DeAnn Heline e Eileen Heisler

### Trama
Frankie è disperata perché non riesce a vendere nessuna auto e non riesce ad avere una tregua con i suoi figli. Un giorno conosce una donna interessata a comprare una macchina e, essendo anche lei una madre stressata, decidono di fare un giro con l'auto che quest'ultima vorrebbe compare; alla fine però si rivela essere una ladra e scappa con l'auto, lasciando Frankie da sola in una strada deserta. 
Nel frattempo Sue entra nel coro della scuola come membro del gruppo tecnico e Brick chiede a Frankie di presentarsi a scuola vestito da supereroe per una presentazione, ma le dice il giorno sbagliato. 

## Tutto è possibile
- Titolo originale: The Cheerleader
- Diretto da: Lee Shallat Chermel
- Scritto da: DeAnn Heline e Eileen Heisler

### Trama
Frankie e Mike si ritrovano a dover pagare vecchi interessi arretrati e, come se non bastasse, la lavatrice di casa smette di funzionare. Quindi Frankie ha un'idea per poter guadagnare qualche soldo in più al lavoro ed evitare il licenziamento: riempire una macchina di caramelle gommose e lasciare che i clienti indovinino la quantità come trovata pubblicitaria. Per colpa del caldo però, le caramelle rimangono incollate dentro l'auto e l'idea di Frankie finisce male.
Nel frattempo Axl viene punito da Mike ed è costretto a rimanere vicino a uno dei genitori; Sue vuole entrare nella squadra di nuoto ma si rende conto di aver bisogno degli occhiali e Brick viene multato dalla biblioteca per non aver restituito dei libri.

## 15 minuti
- Titolo originale: The Floating Anniversary
- Diretto da: Gail Mancuso
- Scritto da: Rob Ulin

### Trama
La fuga di anniversario romantica che Frankie e Mike hanno programmato per anni diventa irrealizzabile non appena Brick si ammala; intanto Sue prende una cotta per un ragazzo della sua scuola ma non sa come dirglielo e Axl fa pratica per l'esame della patente. Anche le zie di Frankie richiedono una costante attenzione e quest'ultima, stressata sia dai figli che dalle zie, decide di prendersi 15 minuti di pausa spegnendo il cellulare e dedicando questo tempo a se stessa.

## La gita
- Titolo originale: The Trip
- Diretto da: Lee Shallat Chemel
- Scritto da: DeAnn Heline e Eileen Heisler

### Trama
Sue raccoglie migliaia di dollari per la scuola con la vendita di salsiccia e formaggio per guadagnare un viaggio a Indianapolis, ma non viene inserita nella lista dei partecipanti e Frankie si arrabbia, chiedendo di mandare comunque la figlia in gita; dopo esserci riuscita Frankie scopre che la mancanza di Sue nell'elenco non era dovuta ad un errore bensì al fatto che lei stessa aveva dimenticato di spedire il modulo d'iscrizione. 
Intanto Brick trova una fidanzata molto stressante e perciò chiede consiglio ad Axl, il quale gli suggerisce di lasciarla. Dopo un tentativo fallito Brick chiede a Mike di intervenire. 

## La maglia della mamma
- Titolo originale: The Block Party
- Diretto da: Ken Whittinigham
- Scritto da: Alex Reid

### Trama
Il consulente scolastico dice a Frankie e Mike che Brick ha problemi a socializzare e quindi Mike cerca di aiutare il figlio a trovare degli amici facendolo entrare nella squadra di basket; Brick però non si mostra interessato alla pallacanestro e perciò Mike si arrende e decide di farlo partecipare insieme a lui alla gara di tosaerba del quartiere. 
Nel frattempo Sue tenta di diventare la raccattapalle della squadra di tennis della scuola e Frankie cerca in tutti i modi di ottenere la vecchia maglietta di football di Axl, poiché tutti i suoi compagni, eccetto lui, hanno regalato la propria maglia alle loro madri. Alla fine Axl regala la sua maglietta a Sue per farla sentire meglio dopo il suo fallimento, rivelando il suo lato dolce a Frankie e rendendola comunque felice.